# اس‌ام‌اس لایپزیگ
اس‌ام‌اس لایپزیگ (به انگلیسی: SMS Leipzig) یک کشتی بود که طول آن ۱۱۱٫۱ متر (۳۶۵ فوت) بود. این کشتی در سال ۱۹۰۵ ساخته شد.